# Chobe (distrikt)
Chobe är ett distrikt i norra Botswana. 
Chobe innehåller Chobe nationalpark, en av landets mest berömda nationalparker. Chobefloden flyter genom regionen på sin väg mot Zambezifloden.
2007 bröts underdistriktet Chobe ut ur Nordvästra distriktet och bildade åter ett eget distrikt.